# Atenolol/chlorthalidone
Atenolol/chlorthalidone, còn được gọi là co-tenidone, là một loại thuốc kết hợp được sử dụng để điều trị huyết áp cao. Nó được tạo thành từ atenolol, một thuốc chẹn beta và chlortalidone, một loại thuốc lợi tiểu. Nó không được khuyến cáo như là một điều trị ban đầu nhưng có thể được sử dụng ở những người đang dùng atenolol và chlortalidone riêng lẻ. Nó được đưa vào cơ thể qua đường miệng.
Các tác dụng phụ thường gặp bao gồm rối loạn tiêu hóa và bệnh gút. Tác dụng phụ nghiêm trọng có thể bao gồm các vấn đề về gan, viêm tụy và rối loạn tâm thần. Sử dụng không được khuyến cáo trong khi mang thai. Sử dụng trong thời gian cho con bú có thể gây hại cho em bé. Atenolol hoạt động bằng cách chặn các thụ thể β1-adrenergic trong tim, do đó làm giảm nhịp tim và khối lượng công việc. Chlotalidone hoạt động bằng cách tăng lượng natri bị mất bởi thận.
Sự kết hợp đã được chấp thuận cho sử dụng y tế tại Hoa Kỳ vào năm 1984. Nó có sẵn như là một loại thuốc chung. Một tháng cung cấp tại Vương quốc Anh tiêu tốn NHS ít hơn 2 £ vào năm 2019. Tại Hoa Kỳ, chi phí bán buôn của số tiền này là khoảng 12,30 đô la Mỹ. Năm 2016, đây là loại thuốc được kê đơn nhiều thứ 262 ở Hoa Kỳ với hơn một triệu đơn thuốc.